# Kacper HTA
Kacper Orlikowski (ur. 10 października 1986 w Rybniku), znany również jako Kacper HTA – polski raper. Członek zespołów Hipotonia WIWP i Nie Dla Wszystkich, a także kolektywów Ciemna Strefa, WIWP i Załoga. Były członek zespołu Ganja Mafia.
Debiutancki album solowy rapera zatytułowany Ghetto Sound ukazał się 7 grudnia 2012 roku. Materiał został zarejestrowany we współpracy z producentem muzycznym Fuso. Gościnnie na płycie wystąpili m.in. Bas Tajpan, Bob One oraz Kali. Wydawnictwo było promowane teledyskami do utworów „Ghetto Sound”, „Bomboclat” oraz „Szukamy miłości”.
6 czerwca 2014 roku do sprzedaży trafił drugi album Orlikowskiego zatytułowany Gotowy na wszystko. Produkcji nagrań podjęli się m.in. Gibbs, No Name Full of Fame, Milion Beats oraz DNA. Z kolei wśród gości na płycie znaleźli się m.in. Paluch, GMB i Felipe FNS. Płyta przysporzyła raperowi pierwszego sukcesu komercyjnego. Nagrania uplasowały się 13. miejscu polskiej listy przebojów (OLiS). W ramach promocji do pochodzących z płyty piosenek „Nie bądź obojętny”, „Kiedy zasypia dzień” oraz „Obcy” zostały zrealizowane teledyski.
15 maja 2015 roku miała miejsce premiera wspólnego albumu Kacpra i producenta muzycznego PSR-a pt. Tabula Rasa. Nagrania dotarły do 17. miejsca zestawienia OLiS. Materiał był promowany teledyskami do utworów „Wilk”, „Kiedy przyjdzie taki dzień” i „Mogę być sam jeden”.
25 maja 2016 roku raper wydał mixtape Oldschool VS Newschool, który promowany był teledyskami do utworów „Piekło na Ziemi”, „Nie ja” oraz „R.I.P”.

## Dyskografia

### Albumy
| 2012                       | Ghetto Sound (oraz Fuso) - Data: 7 grudnia 2012 - Wydawca: Ganja Mafia Label   | –  |                |                           |
| 2014                       | Gotowy na wszystko - Data: 6 czerwca 2014 - Wydawca: Ganja Mafia Label         | 13 | - POL: 15 000+ | - ZPAV: złota płyta       |
| 2015                       | Tabula Rasa (oraz PSR) - Data: 15 maja 2015 - Wydawca: Ganja Mafia Label       | 17 |                |                           |
| 2016                       | Family First - Data: 28 października 2016 - Wydawca: Step Records              | 18 |                |                           |
| 2017                       | Incognito - Data: 30 listopada 2017 - Wydawca: Ghetto Music                    |    |                |                           |
| 2018                       | Ronin - Data: 23 listopada 2018 - Wydawca: Ghetto Music                        | 12 |                |                           |
| 2019                       | Iluzja (oraz Gibbs) - Data: 31 maja 2019 - Wydawca: Ghetto Music               | 6  | - POL: 30 000+ | - ZPAV: platynowa płyta   |
| 2019                       | Underdog - Data: 20 grudnia 2019 - Wydawca: Ghetto Music                       | 23 | - POL: 15 000+ | - ZPAV: złota płyta       |
| 2020                       | Mantra (oraz Fonos) - Data: 16 października 2020 - Wydawca: Ghetto Music       | 1  | - POL: 60 000+ | - ZPAV 2× platynowa płyta |
| 2021                       | Red Pill - Data: 4 czerwca 2021 - Wydawca: Ghetto Music                        | 1  | - POL: 15 000+ | - ZPAV: złota płyta       |
| 2022                       | Ostatni list z tonącego pokładu - Data: 9 grudnia 2022 - Wydawca: Ghetto Music | 13 | - POL: 15 000+ | - ZPAV: złota płyta       |
| 2024                       | X - Data: 20 września 2024 - Wydawca: Ghetto Music                             | 4  | - POL: 15 000+ | - ZPAV: złota płyta       |
| „–” album nie był notowany |                                                                                |    |                |                           |

### Mixtape’y
| Rok  | Album                                                                  |
| ---- | ---------------------------------------------------------------------- |
| 2016 | Oldschool VS Newschool - Data: 25 maja 2016 - Wydawca: HTA Brand Label |

### Single
Jako główny artysta
| Rok  | Tytuł | Certyfikat                 | Album                                         |
| ---- | --- | -------------------------- | --------------------------------------------- |
| 2012 | „Ghetto Sound” |                            | Ghetto Sound                                  |
| 2014 | „Kiedy zasypia dzień” |                            | Gotowy na wszystko                            |
| 2014 | „Nie bądź obojętny” (gośc. Angelika Anozie) |                            | Gotowy na wszystko                            |
| 2014 | „Obcy” (gośc. Kali, PMM) |                            | Gotowy na wszystko                            |
| 2015 | „Piekło na ziemi” |                            | Oldschool VS Newschool                        |
| 2016 | „Nie ja” (gośc. Dawidzior) |                            | Oldschool VS Newschool                        |
| 2016 | „R.I.P” (gośc. Angelika Anozie) |                            | Oldschool VS Newschool                        |
| 2017 | „Dzieciak nie masz stylu” |                            | Incognito                                     |
| 2017 | „Wieje wiatr” |                            | Incognito                                     |
| 2017 | „Dym w płucach mam gęsty” (gośc. Felipe) |                            | Incognito                                     |
| 2017 | „Escobar” |                            | Incognito                                     |
| 2018 | „Przyjaciel wróg” (gośc. Paluch, Polska Wersja) |                            | Ronin                                         |
| 2018 | „Yin Yang” |                            | Ronin                                         |
| 2018 | „Pozytywka” |                            | Ronin                                         |
| 2018 | „Sierociniec” (gośc. Zbuku) |                            | Ronin                                         |
| 2018 | „Sinusoida” (gośc. Sarius) |                            | Incognito                                     |
| 2019 | „Iluzja” (oraz Gibbs) | - ZPAV: 2× platynowa płyta | Iluzja                                        |
| 2019 | „Real Talk” (oraz Gibbs) |                            | Iluzja                                        |
| 2019 | „Księżyc” (oraz Gibbs) |                            | Iluzja                                        |
| 2019 | „Winda” |                            | Underdog                                      |
| 2019 | „Od apelu do apelu” |                            | Chada: Jesteś legendą                         |
| 2019 | „Silesia” (gośc. Oliver Olson) |                            | Singel niealbumowy                            |
| 2019 | „Gwara Niepodległa” (oraz Shellerini, Hades) |                            | Singel niealbumowy                            |
| 2019 | „Mrok” (gośc. Gibbs) |                            | Underdog                                      |
| 2019 | „Underdog” |                            | Underdog                                      |
| 2019 | „Martwi poeci” (gośc. Avi) |                            | Underdog                                      |
| 2020 | „Moja i twoja nadzieja” (gośc. Fonos) |                            | Singel niealbumowy                            |
| 2020 | „Mantra” (oraz Fonos) | - ZPAV: złota płyta        | Mantra                                        |
| 2020 | „Insomnia” (oraz Fonos) |                            | Mantra                                        |
| 2020 | „Tommy Gun” (oraz Fonos) | - ZPAV: złota płyta        | Mantra                                        |
| 2020 | „Wild West” (oraz Fonos) |                            | Mantra                                        |
| 2020 | „Zbrodnia i kara” (oraz Fonos) | - ZPAV: złota płyta        | Mantra                                        |
| 2020 | „Hulk” (oraz Fonos) |                            | Mantra                                        |
| 2020 | „Dobro i zło” (oraz Gibbs) |                            | Asymetria (soundtrack)                        |
| 2021 | „Nostalgia” (gośc. Pezet, Avi, Gibbs) | - ZPAV: złota płyta        | Red Pill                                      |
| 2021 | „Rucker Park” (gośc. Fonos) |                            | Red Pill                                      |
| 2021 | „Viral” |                            | Red Pill                                      |
| 2021 | „Kołysanka” |                            | Red Pill                                      |
| 2021 | „PDW Dawidzior” (gośc. Nizioł, Ero, Rest, GMB, Felipe, Bezczel, Bilon, Żary, Arab, Kafar, Zbuku, Małach, Głowa PMM, Fuso, Gregor, Ryjek, Jongmen, DJ Element) |                            | Red Pill                                      |
| 2021 | „Nic mnie nie zdziwi” |                            | Red Pill                                      |
| 2022 | „Puta madre” |                            | Underdog Krime Story. Love Story (soundtrack) |
| 2022 | „Krwawy spektakl” |                            | Singel niealbumowy                            |
| 2022 | „Nie zmieniam wizji” (gośc. Szpaku) |                            | Ostatni list z tonącego pokładu               |
| 2022 | „Świat jest piękny” (gośc. KęKę) |                            | Ostatni list z tonącego pokładu               |
| 2022 | „Wróg u bram” |                            | Ostatni list z tonącego pokładu               |
| 2022 | „Nirwana” (gośc. Gibbs) |                            | Ostatni list z tonącego pokładu               |
| 2022 | „Znienawidź mnie” |                            | Ostatni list z tonącego pokładu               |
| 2023 | „Przyjacielu” |                            | X                                             |
| 2023 | „Traffic” |                            | X                                             |
| 2024 | „Demony szepczą” (gośc. ReTo) |                            | X                                             |
| 2024 | „Jak mam żyć” | - ZPAV: platynowa płyta    | X                                             |
| 2024 | „111 metrów” (gośc. Opał, Jonatan) |                            | X                                             |
| 2024 | „Smak twych ust” (gośc. Hinol PW) | - ZPAV: złota płyta        | X                                             |
| 2024 | „Double Tap” |                            | X                                             |
| 2024 | „Gdzie jest stary Kacper” |                            | X                                             |
| 2024 | „Władca czasu” |                            | X                                             |
| 2024 | „Lustro” (gośc. Gibbs, Grubson) | - ZPAV: złota płyta        | X                                             |

Jako artysta gościnny
| Rok  | Tytuł | Certyfikat          | Album                        |
| ---- | --- | ------------------- | ---------------------------- |
| 2015 | „Najwyższa wartość” (Rest Dixon37; gośc. Sowa, Kacper HTA, Kali, Jongmen, Michrus, Dawidzior)                                                                                        | - ZPAV: złota płyta | Wiara, nadzieja, miłość      |
| 2019 | „Miraż” (Fonos; gośc. Kacper HTA) |                     | Lidokaina                    |
| 2019 | „Style” (Rest, Kafar; gośc. Frosti Rege, Dedis, Kacper HTA, Kaczor BRS, Michrus, Z.B.U.K.U, Ero, Wigor, Łyskacz, Peper, BRZ, Nizioł, KPSN, Śliwa, Siuwax, Ostry BZM, Hukos, Jongmen) | - ZPAV: złota płyta | BSNT                         |
| 2020 | „Obłoki z betonu” (Kafar; gośc. Kacper HTA, Kabe) |                     | Panaceum 3: Czarno na białym |
| 2020 | „Przestrzeń” (Arab; gośc. Kacper HTA) |                     | Happy New Ja                 |
| 2020 | „Hipokryci” (Rufuz; gośc. Kacper HTA, Lipa) |                     | Design                       |
| 2021 | „Tańczymy (Gangstepaz remix)” (Wysoki Lot; gośc. Kacper HTA) |                     | Singel niealbumowy           |
| 2021 | „W moim świecie” (Filipek; gośc. Kacper HTA) |                     | Gambit                       |
| 2021 | „4 Love” (Jano PW; gośc. Kacper HTA) |                     | Hipnoza                      |
| 2021 | „Dzieciaki z ulicy” (Rest Dixon37; gośc. Kacper HTA, Pezet) |                     | WNM3                         |
| 2021 | „Autentyk” (Floral Bugs; gośc. Donguralesko, Kacper HTA) |                     | Moja sztuka                  |
| 2023 | „Duży wóz i mały chłopiec” (Opał; gośc. Kacper HTA) |                     | Przestrzeń                   |
| 2024 | „Weź to ze mnie” (Intruz; gośc. Kacper HTA) |                     | Kocur                        |
| 2024 | „Na szlaku” (Korwin ES; gośc. Kacper HTA) |                     |                              |
| 2024 | „Bez was” (Dedis; gośc. Kacper HTA) |                     |                              |

### Inne certyfikowane utwory
| Rok  | Tytuł                                       | Certyfikat              | Album             |
| ---- | ------------------------------------------- | ----------------------- | ----------------- |
| 2017 | „Duch” (gośc. Arab)                         | - ZPAV: złota płyta     | Incognito         |
| 2020 | „Gotham” (oraz Fonos)                       | - ZPAV: złota płyta     | Mantra            |
| 2022 | „Chłód” (oraz Fonos)                        | - ZPAV: platynowa płyta | Dopehouse Mixtape |
| 2022 | „Daj tylko czas” (oraz Gibbs, Oliver Olson) | - ZPAV: złota płyta     | Dopehouse Mixtape |

## Teledyski
| Rok  | Tytuł | Reżyseria / realizacja           | Źródło  |
| ---- | --- | -------------------------------- | ------- |
| 2012 | „Tyle razy” (NWS; gośc. Kacper HTA) | 9Liter Filmy                     | [ 120 ] |
| 2012 | „Mam już tego dosyć” (HDS; gośc. Kacper HTA, Ero JWP, Głowa PMM, Paluch, Felipe FNS, Brahu)                                                                                          | Gwaranto                         | [ 121 ] |
| 2012 | „Bomboclat” (gośc. Bilon, Dawidzior) | 9Liter Filmy                     | [ 122 ] |
| 2012 | „Ghetto Sound” | Under Design                     | [ 41 ]  |
| 2014 | „Szukamy miłości” (gośc. Asteya, Aicha) | Sensi&                           | [ 123 ] |
| 2014 | „Kiedy zasypia dzień” | Sensi&                           | [ 42 ]  |
| 2014 | „Nie bądź obojętny” (gośc. Angelika Anozie) | Sensi&                           | [ 43 ]  |
| 2014 | „Obcy” (gośc. Kali, PMM) | Sensi&                           | [ 44 ]  |
| 2015 | „Wilk” (oraz PSR; gośc. Słoń, Jongmen) |                                  | [ 124 ] |
| 2015 | „Kiedy przyjdzie ten dzień” (oraz PSR) | Sensi&                           | [ 125 ] |
| 2015 | „Mogę być sam jeden” (oraz PSR; gośc. Paluch) |                                  | [ 126 ] |
| 2015 | „Piekło na ziemi” | Kacper Orlikowski, Paweł Poździk | [ 45 ]  |
| 2015 | „Najwyższa wartość” (Rest; gośc. Sowa, Kacper HTA, Kali, Jongmen, Michrus, Dawidzior)                                                                                                | 9Liter Filmy                     | [ 101 ] |
| 2016 | „Nie ja” (gośc. Dawidzior) | Sensi&                           | [ 46 ]  |
| 2016 | „R.I.P” (gośc. Angelika Anozie) | Sensi&                           | [ 47 ]  |
| 2017 | „Dzieciak nie masz stylu” | 9Liter Filmy                     | [ 127 ] |
| 2017 | „Wieje wiatr” | Sensi&                           | [ 49 ]  |
| 2017 | „Escobar” | Delaflow                         | [ 128 ] |
| 2017 | „Dym w płucach mam gęsty” (gośc. Felipe) | Delaflow                         | [ 129 ] |
| 2017 | „Sinusoida” (gośc. Sarius) | Delaflow                         | [ 130 ] |
| 2018 | „Duch” (gośc. Arab) | MDoom                            | [ 131 ] |
| 2018 | „Przyjaciel wróg” (gośc. Paluch, Polska Wersja) | Błażej Jankowiak                 | [ 132 ] |
| 2018 | „Pozytywka” | Błażej Jankowiak                 | [ 133 ] |
| 2018 | „Yin Yang” | Błażej Jankowiak                 | [ 134 ] |
| 2018 | „Sierociniec” (gośc. Zbuku) | Błażej Jankowiak                 | [ 135 ] |
| 2019 | „Miraż” (Fonos; gośc. Kacper HTA) | 9liter                           | [ 136 ] |
| 2019 | „Iluzja” (oraz Gibbs) |                                  | [ 137 ] |
| 2019 | „Real Talk” (oraz Gibbs) | Grube Filmy                      | [ 138 ] |
| 2019 | „Księżyc” (oraz Gibbs) | Łukasz Haczkiewicz               | [ 139 ] |
| 2019 | „Style” (Rest, Kafar; gośc. Frosti Rege, Dedis, Kacper HTA, Kaczor BRS, Michrus, Z.B.U.K.U, Ero, Wigor, Łyskacz, Peper, BRZ, Nizioł, KPSN, Śliwa, Siuwax, Ostry BZM, Hukos, Jongmen) |                                  | [ 103 ] |
| 2019 | „Winda” | Adrian Kawa / Distort Media      | [ 140 ] |
| 2019 | „Od apelu do apelu” | Mortvideo                        | [ 141 ] |
| 2019 | „Gwara Niepodległa” (oraz Shellerini, Hades) | Omagine                          | [ 142 ] |
| 2019 | „Mrok” (gośc. Gibbs) | Adrian Kawa / Distort Media      | [ 143 ] |
| 2019 | „Martwi poeci” (gośc. Avi) | 032 Produkcje                    | [ 144 ] |
| 2020 | „Obłoki z betonu” (Kafar; gośc. Kacper HTA, Kabe) | Krasul Dix37 / M.L. Filmz        | [ 145 ] |
| 2020 | „Moja i twoja nadzieja” (gośc. Fonos) |                                  | [ 68 ]  |
| 2020 | „Przestrzeń” (Arab; gośc. Kacper HTA) | Paweł Zakrzewski                 | [ 146 ] |
| 2020 | „Mantra” (oraz Fonos) | DistortMedia                     | [ 147 ] |
| 2020 | „Tommy Gun” (oraz Fonos) | Grube Filmy                      | [ 148 ] |
| 2020 | „Insomnia” (oraz Fonos) | Paweł Poździk / sensi&           | [ 149 ] |
| 2020 | „Wild West” (oraz Fonos) | Hardrockate & Part+              | [ 150 ] |
| 2020 | „Zbrodnia i kara” (oraz Fonos) | Hardrockate & Part+              | [ 151 ] |
| 2020 | „Hulk” (oraz Fonos) | Adrian Kawa / Distort Media      | [ 152 ] |
| 2020 | „Dobro i zło” (oraz Gibbs) | Marathon Films                   | [ 76 ]  |
| 2020 | „Hipokryci” (Rufuz; gośc. Kacper HTA, Lipa) | Full Metal Jacket                | [ 106 ] |
| 2021 | „4 Love” (Jano PW; gośc. Kacper HTA) | Przemysław eSITe Sitek           | [ 153 ] |
| 2021 | „Nostalgia” (gośc. Pezet, Avi, Gibbs) | DistortMedia                     | [ 154 ] |
| 2021 | „Rucker Park” (gośc. Fonos) | Paweł Poździk / sensi&           | [ 155 ] |
| 2021 | „Viral” | DistortMedia                     | [ 156 ] |
| 2021 | „Kołysanka” | Part+                            | [ 157 ] |
| 2021 | „PDW Dawidzior” (gośc. Nizioł, Ero, Rest, GMB, Felipe, Bezczel, Bilon, Żary, Arab, Kafar, Zbuku, Małach, Głowa PMM, Fuso, Gregor, Ryjek, Jongmen, DJ Element)                        | DistortMedia                     | [ 81 ]  |
| 2021 | „Dzieciaki z ulicy” (Rest Dixon37; gośc. Kacper HTA, Pezet) | DistortMedia                     | [ 110 ] |
| 2021 | „Autentyk” (Floral Bugs; gośc. Donguralesko, Kacper HTA) | Smoła Studio                     | [ 111 ] |
| 2021 | „Nic mnie nie zdziwi” | Adrian Kawa / Distort Media      | [ 158 ] |
| 2022 | „Puta madre” | Distort Media                    | [ 159 ] |
| 2022 | „Krwawy spektakl” | Young Fresh Cinema               | [ 85 ]  |
| 2022 | „Nie zmieniam wizji” (gośc. Szpaku) | 9Liter Filmy                     | [ 86 ]  |
| 2022 | „Świat jest piękny” (gośc. KęKę) | Adrian Kawa / Distort Media      | [ 160 ] |
| 2022 | „Wróg u bram” | Adrian Kawa / Distort Media      | [ 161 ] |
| 2022 | „Nirwana” (gośc. Gibbs) | Adrian Kawa / Distort Media      | [ 162 ] |
| 2022 | „Znienawidź mnie” | Błażej Jankowiak / 9Liter Filmy  | [ 163 ] |
| 2023 | „Robin Williams” | Adrian Kawa / Distort Media      | [ 164 ] |
| 2023 | „Duży wóz i mały chłopiec” (Opał; gośc. Kacper HTA) | Adrian Kawa, Łukasz Opiłka       | [ 165 ] |
| 2023 | „Przyjacielu” | Adrian Kawa                      | [ 166 ] |
| 2023 | „Traffic” | Adrian Kawa / Distort Media      | [ 167 ] |
| 2024 | „Demony szepczą” (gośc. ReTo) | Moher                            | [ 168 ] |
| 2024 | „Jak mam żyć” | Edward Grygianiec                | [ 169 ] |
| 2024 | „111 metrów” (gośc. Opał, Jonatan) | Kooza                            | [ 170 ] |
| 2024 | „Smak twych ust” (gośc. Hinol PW) | Adrian Kawa, Kacper Orlikowski   | [ 171 ] |
| 2024 | „Double Tap” | Adrian Kawa, Kacper Orlikowski   | [ 172 ] |
| 2024 | „Gdzie jest stary Kacper” | Adrian Kawa, Kacper Orlikowski   | [ 173 ] |
| 2024 | „Władca czasu” | Adrian Kawa, Kacper Orlikowski   | [ 174 ] |
| 2024 | „Lustro” (gośc. Gibbs, Grubson) | Edward Grygianiec / King Yeti    | [ 175 ] |
| 2024 | „Na szlaku” (Korwin ES; gośc. Kacper HTA) |                                  | [ 176 ] |
| 2024 | „Bez was” (Dedis; gośc. Kacper HTA) | MamyToStudio                     | [ 177 ] |